# Projekt 1240 Uragan
Projekt 1240 Uragan (ryska: Ураган (orkan), NATO-rapporteringsnamn: Sarantja-klass) är en robotbåt med bärplan som utvecklades för Sovjetiska flottan under 1970-talet. Med en toppfart på runt 60 knop var det ett av världens snabbaste stridsfartyg.

## Utveckling
Redan under 1950-talet hade man i Sovjetunionen börjat experimentera med att minska det hydrodynamiska motståndet genom att lyfta skrovet upp ur vattnet. Tre tekniker undersöktes och utvecklades: Ekranoplan, svävare och bärplansbåtar. De första bärplansbåtarna var små och föga sjövärdiga, men de visade att konceptet fungerade.
I juli 1963 påbörjade designbyrån Almaz studier av ett robotbeväpnat stridsfartyg med bärplan och i februari 1964 fick man i uppdrag av flottan att gå vidare med att konstruera en prototyp. Konstruktionsarbetet tog tid, framför allt med kraftöverföringen och bärplanen, men 1970 började MRK-5 byggas i Leningrad. Efter sjösättningen 1973 transporterades MRK-5 via inre vattenvägar till Svarta havet där hon genomgick omfattande tester under flera år innan det överlämnades till flottan och togs i tjänst 30 december 1977.
Konstruktionen visade sig vara alldeles för komplicerad och dyr för serieproduktion och inga fler fartyg byggdes (däremot byggdes en civil modell Tajfun). MRK-5 tjänstgjorde vid svartahavsflottan fram till 1990 då hon avrustades och skrotades.

## Konstruktion
För att spara vikt var skrovet byggt av aluminium–magnesium-legering och bärplanen av titan. Speciellt för det här projektet utvecklades gasturbingeneratorn GTG-100 på 100 kW som producerade 380 V trefas på 400 Hz.
Vid låg fart är bärplanen uppfällda för att minska fartygets djupgående från över åtta till knappt tre meter. Fartyget drivs då av två dieseldrivna vattenjet-aggregat på 1100 hästkrafter vardera vilket ger en maxfart på 8,5 knop. När bärplanen är nedfällda drivs fartyget av fyra propellrar (två framåt och två bakåt) på de bakre bärplanen. Dessa drivs av två gasturbiner på totalt 36 000 hästkrafter. De främre och bakre bärplanen väger 29,3 respektive 17 ton.

## Fotnoter
1. ↑  Sarantja (ryska: Саранча) betyder gräshoppa.